# Tipula (Pterelachisus) macrostyla
Tipula (Pterelachisus) macrostyla is een tweevleugelige uit de familie langpootmuggen (Tipulidae). De soort komt voor in het Palearctisch gebied.